# Anne Queffélec
Anne Queffélec (ur. 17 stycznia 1948 w Paryżu) – francuska pianistka.

## Życiorys
Zaczęła grać na fortepianie w wieku pięciu lat. W 1964 roku wstąpiła do Konserwatorium Paryskiego. Naukę kontynuowała z pianistami Paulem Badurą-Skodą i Jörgem Demusem. Zdobyła pierwszą nagrodę w konkursie w Monachium w 1968 roku. Zajęła też 5. miejsce podczas Międzynarodowego Konkursu Pianistycznego w Leeds (1969).
Jest córką Henriego Quefféleca, a jej bratem jest pisarz, Yann Queffélec. W 2011 odznaczona została Komandorią Narodowego Orderu Zasługi.